# Bismutoferrita
La bismutoferrita és un mineral de la classe dels silicats. Rep el nom per la seva composició: bismut i ferro.

## Característiques
La bismutoferrita és un silicat de fórmula química Fe₂3+Bi(SiO₄)₂(OH). Cristal·litza en el sistema monoclínic. La seva duresa a l'escala de Mohs és 6. És l'anàleg de bismut de la chapmanita, amb la qual es confon fàcilment.
Segons la classificació de Nickel-Strunz, la bismutoferrita pertany a «09.ED: Fil·losilicats amb capes de caolinita, compostos per xarxes tetraèdriques i octaèdriques» juntament amb els següents minerals: dickita, caolinita, nacrita, odinita, hal·loysita, hisingerita, hal·loysita-7Å, amesita, antigorita, berthierina, brindleyita, caryopilita, crisòtil, cronstedtita, fraipontita, greenalita, kel·lyïta, lizardita, manandonita, nepouïta, pecoraïta, guidottiïta, al·lòfana, crisocol·la, imogolita, neotocita i chapmanita.

## Formació i jaciments
Va ser descoberta al districte de Schneeberg, a Saxònia, Alemanya. Posteriorment també ha estat descrita en diversos indrets d'Alemanya, així com de la República Txeca, França, Anglaterra, Polònia, Romania, Rússia, Sud-àfrica, el Japó, Austràlia, Bolívia, el Canadà i els Estats Units.